# Urbach-Wiethe-Syndrom
Das Urbach-Wiethe-Syndrom (auch Lipoidproteinose oder Hyalinosis cutis et mucosae) ist eine sehr seltene (autosomal-rezessiv) vererbte Erkrankung. Sie geht mit Hautveränderungen, Schleimhautveränderungen (Heiserkeit) und Verkalkungen der Amygdala (eines Teils des Limbischen Systems) einher. Die Lebenserwartung der Betroffenen ist normalerweise nicht verkürzt.

## Symptome und Beschwerden
Der Ausfall der Strukturen der Amygdala führt zu Einschränkungen des Gefühlslebens und Sozialverhaltens sowie zu Gedächtnisstörungen. Die Betroffenen haben insbesondere Schwierigkeiten, sich die emotionale Bedeutung von Gesichtsausdrücken zu erschließen.
Auch zeigen sich perlenartige Pusteln am Augenlid, an Handflächen und dem Ellenbogen. Oft geht das Urbach-Wiethe Syndrom mit einer angeborenen Heiserkeit einher.

## Ursachen
Die Krankheit ist genetisch bedingt. Sie tritt häufig familiär auf und geht nicht selten mit Veränderungen auf dem langen Arm des Chromosoms 1 (1q21) einher, nämlich Mutationen des extracellular matrix protein 1 Gens (ECM1).
Von den weltweit über 300 Betroffenen lebt ein Großteil in Südafrika. Das Allel, verantwortlich für das Auftreten der Mutation in diesem Gebiet konnte auf einen deutschen Einwanderer in der Mitte des 17. Jahrhunderts zurückgeführt werden.
Die Genveränderung schädigt eine Teilregion der Amygdala, die basolaterale Amygdala. Eine solche spezifische Gehirnschädigung ist einzigartig in der Hirnforschung.

## Folgen und Komplikationen
Die mangelhafte Integration emotionaler Signale stört soziale Interaktionen und erschwert Gespräche und das Sozialverhalten, insbesondere die Vertrauens- und Misstrauensbildung. Die Folge können Ausgrenzung, soziale Diskriminierung, Rückzug in die Privatsphäre, Versagen in Schule und Beruf, Schwierigkeiten in der Partnerschaft, Isolation und Einsamkeit sein.

## Abgrenzung
Das Urbach-Wiethe-Syndrom kann möglicherweise als mangelnde Sozialkompetenz, Unwille, Tölpelhaftigkeit oder Böswilligkeit missverstanden werden. Es ist leicht mit Autismus, Gefühlsblindheit (Alexithymie) oder geistiger Behinderung zu verwechseln.

## Behandlung
Eine kausale Therapie, die über eine symptomatische Behandlung hinausgeht, ist nicht bekannt.

## Geschichte
Die Krankheit wurde erstmals 1929 von den beiden gleichnamigen österreichisch-US-amerikanischen bzw. österreichischen Ärzten, dem Dermatologen Erich Urbach (1893–1946) und dem HNO-Arzt Camillo Wiethe (1889–1949) beschrieben.
Seitdem sind ungefähr 400 Fälle weltweit bekannt.